# GS E&R
GS E&R는 집단에너지 공급을 하는 GS그룹 계열의 자회사이다.

반월 및 구미 국가산업단지 내 고품질의 열 에너지를 저렴한 가격으로 입주업체에 공급하고 있으며, 열병합발전방식을 통해 생산된 전기를 판매하여 국내 전력수급에 기여하고 있다.
정부의 제5차 전력수급계획에 따라 강원특별자치도 동해시 일원에 1.2GW급 규모의 우리나라 최초의 민자 기저화력 발전소를 2018년 건설하여 운영 중에 있다. 
또한 GS E&R은 신재생에너지 사업을 새로운 성장동력으로 삼아, 경북 영양 일원에 국내 2위 규모의 총 84MW 용량의 풍력발전단지를 운영하고 있다.

## 본점 및 지점 현황
- 본점: 경기도 안산시 단원구 해안로 404 (초지동)
- 구미지점: 경상북도 구미시 1공단로6길 54 (공단동)
- 서울지점: 서울특별시 강남구 논현로 508 (역삼동, GS타워)

## 같이 보기
- GS그룹
- GS (기업)